# Davor Dominiković
Davor Dominiković, född 7 april 1978 i Metković, SFR Jugoslavien, är en kroatisk handbollstränare och tidigare handbollsspelare (vänsternia). Han var bland annat med och vann VM-guld 2003 och OS-guld 2004 i Aten.
Sedan 2018 är Dominiković förbundskapten för Kroatiens U21-landslag och sedan 2020 tränare för TuS Vinnhorst från Hannover.

## Klubbar
- RK Metković (–1997)
- Badel 1862 Zagreb (1997–1999)
- RK Metković (1999–2002)
- THW Kiel (2002–2003)
- SG Kronau-Östringen (2003–2004)
- Algeciras BM (2004)
- FC Barcelona (2004–2006)
- SDC San Antonio (2006–2010)
- Paris HB (2010–2011)
- US Ivry HB (2011–2013)
- HSV Hamburg (2013–2015)
- HBW Balingen-Weilstetten (2015–2017)